# 웨스턴 어소시에이션
웨스턴 어소시에이션(Western Association)은 19세기부터 20세기까지 미국의 마이너 리그 베이스볼에 존재했던 다섯 종류의 리그의 이름이다.
웨스턴 어소시에이션이라는 이름으로 존재했던 가장 오래된 리그는 1883년에 노스웨스턴 리그라는 이름으로 발족되었다가, 1887년 10월 28일 웨스턴 어소시에이션으로 재창설되었다. 이 리그는 1888년부터 운영을 시작해 1891년까지 지속되었다.
또 다른 웨스턴 어소시에이션이 1894년 1월에 아이오와주, 네브래스카주, 일리노이주, 미주리주에 있는 야구팀을 기반으로 조직되었으며, 다음해 콜로라도주 덴버를 연고지로 하는 팀이 추가로 합류했다. 이 리그는 1898년 운영을 잠시 멈추었다가 다음해에 되살아났으며, 1900년에 센트럴 리그라는 이름으로 변경되었다. 1901년에는 웨스턴 어소시에이션이라는 이름을 가진 리그가 두 개가 있었는데, 그 중 하나는 오하이오주, 미시간주, 켄터키주, 웨스트버지니아주, 인디애나주에 연고지를 둔 여덟 팀이 속했던 리그로, 한 시즌만 치르고 사라졌다. 반면 또 다른 하나는 과거 인터스테이트 리그라는 이름으로 존속했던 리그로써, 바로 앞에서 언급된 이름이 같았던 리그와 같은 지역적 기반을 갖고 운영되었으며, 1902년에 원래 명칭으로 되돌아왔다.
가장 긴 기간 동안 운영되었던 웨스턴 어소시에이션은 1905년부터 1954년까지 존재했었다. 이 이름으로 불리기 전 명칭은 미주리 밸리 리그였으며, 두 차례의 세계 대전과 대공황 시기(1933년)에는 잠시 리그 운영이 중단되었다. 이 리그는 클래스 C 수준으로 마이너 리그에서 가장 수준이 낮았던 클래스 D보다 한 단계 높았다. 